# 2013年日本の補欠選挙
2013年日本の補欠選挙（2013ねんにほんのほけつせんきょ）では日本における立法機関である衆議院および参議院における議員の欠員を補充するために2013年に行われる補欠選挙について取り上げる。

## 概要
国会議員に欠員が生じたときの補充方法については公職選挙法に規定があり、同法第112条に基づく繰り上げ補充を行うか同法第113条に基づく補欠選挙を行う必要がある。補欠選挙を行う場合には、同法第33条の2第2項に規定があり、補欠選挙を行う事由の生じた時期により原則として4月と10月の年2回に集約して行われることになる。ただし、2013年は7月28日に参議院議員の半数が任期を迎え、その前後に第23回参議院議員通常選挙（以下「第23回参議院選挙」）が行われることが決まっているため、同法第33条の2第3項の規定により第23回参議院選挙のタイミングでも補欠選挙が行われる。
以上をまとめると、2013年に補欠選挙の行われるタイミングとしては以下の通りとなる。
- 2012年9月16日から2013年3月15日までの間に補欠選挙を行う事由が生じた場合：2013年4月28日（4月第4日曜日）に投票
- 2013年3月16日から2013年7月3日（第23回参議院選挙の公示日前日）までの間に補欠選挙を行う事由が生じた場合：2013年7月21日（第23回参議院選挙の投票日）に投票
- 2013年7月4日から2013年9月15日までの間に補欠選挙を行う事由が生じた場合：2013年10月27日（10月第4日曜日）に投票

参議院の1選挙区において4月に補欠選挙が行われている。なお、7月補欠選挙と10月補欠選挙は、それぞれの対象期間に実施事由が生じなかったため、実施されなかった。
なお、次に参議院議員の補欠選挙が行われたのは、元号が令和となった後の2019年（令和元年）10月であり、この2013年4月の補欠選挙が平成時代では最後の参議院の補欠選挙となった。

## 4月の補欠選挙

### 概要
- 告示日：2013年4月11日
- 投票日：2013年4月28日
- 選挙区：
  - 参議院：1選挙区

### 補欠選挙実施選挙区と実施事由
- 選挙区：参議院山口県選挙区
- 選挙事由：岸信夫（自由民主党）が第46回衆議院議員総選挙に出馬するために2012年11月30日に参議院議員を辞職したことによる[1]。

### 立候補者
4名による争いとなった。立候補者は以下の通りである。なお、立候補者の氏名表記と職業については選挙管理委員会告示による表記とし、年齢は投票日基準（選挙管理委員会の告示における生年月日から計算）とする。
| 氏名       | 年齢 | 公認・推薦・支持政党                                 | 職業                                       | 備考                                             |
| ---------- | ---- | ---------------------------------------------------- | ------------------------------------------ | ------------------------------------------------ |
| 江島潔     | 56   | 自由民主党（公認） 公明党（推薦）                    | 自由民主党山口県参議院選挙区第一支部支部長 | 前下関市長 2012年12月28日に公認決定              |
| 藤井直子   | 60   | 日本共産党（公認）                                   | 政党役員                                   | 元周南市議 2013年1月23日に公認決定               |
| 河井美和子 | 50   | 幸福実現党（公認）                                   | 団体職員                                   |                                                  |
| 平岡秀夫   | 59   | 無所属 民主党・みどりの風（推薦） 社会民主党（支持） | 弁護士                                     | 前衆議院議員・元法務大臣 2013年3月21日に出馬表明 |

なお、佐々木信夫も立候補を表明していたが、みどりの風の公認が得られなかったことなどを理由に、直前で立候補を見送っている。

### 選挙結果
| 当落 | 候補者名   | 年齢 | 所属党派   | 新旧別 | 得票数    | 得票率 |
| ---- | ---------- | ---- | ---------- | ------ | --------- | ------ |
| 当   | 江島潔     | 56   | 自由民主党 | 新     | 287,604票 | 63.4%  |
|      | 平岡秀夫   | 59   | 無所属     | 新     | 129,784票 | 28.6%  |
|      | 藤井直子   | 60   | 日本共産党 | 新     | 25,944票  | 5.7%   |
|      | 河井美和子 | 50   | 幸福実現党 | 新     | 10,096票  | 2.2%   |

- 当日有権者数：1,189,665人、投票率：38.68%（前回比：-23.23ポイント）[9]

前下関市長で自民党新人の江島が、6割以上の得票を得て初当選を果たした。